# Borolia plana
Borolia plana är en fjärilsart som beskrevs av Walker 1856. Borolia plana ingår i släktet Borolia och familjen nattflyn. Inga underarter finns listade i Catalogue of Life.